# Saint-Ferréol-de-Comminges
Pour les articles homonymes, voir Saint-Ferréol.
Ne doit pas être confondu avec Saint-Ferréol (Haute-Garonne).
Saint-Ferréol-de-Comminges est une commune française située dans l'ouest du département de la Haute-Garonne, en région Occitanie.
Sur le plan historique et culturel, la commune est dans le pays de Comminges, correspondant à l’ancien comté de Comminges, circonscription de la province de Gascogne située sur les départements actuels du Gers, de la Haute-Garonne, des Hautes-Pyrénées et de l'Ariège. Exposée à un climat océanique altéré, elle est drainée par la Gesse, le ruisseau de Larjo et par divers autres petits cours d'eau. La commune possède un patrimoine naturel remarquable composé d'une zone naturelle d'intérêt écologique, faunistique et floristique.
Saint-Ferréol-de-Comminges est une commune rurale qui compte 60 habitants en 2022, après avoir connu un pic de population de 326 habitants en 1872. Ses habitants sont appelés les Ferréolois ou  Ferréoloises.

## Géographie

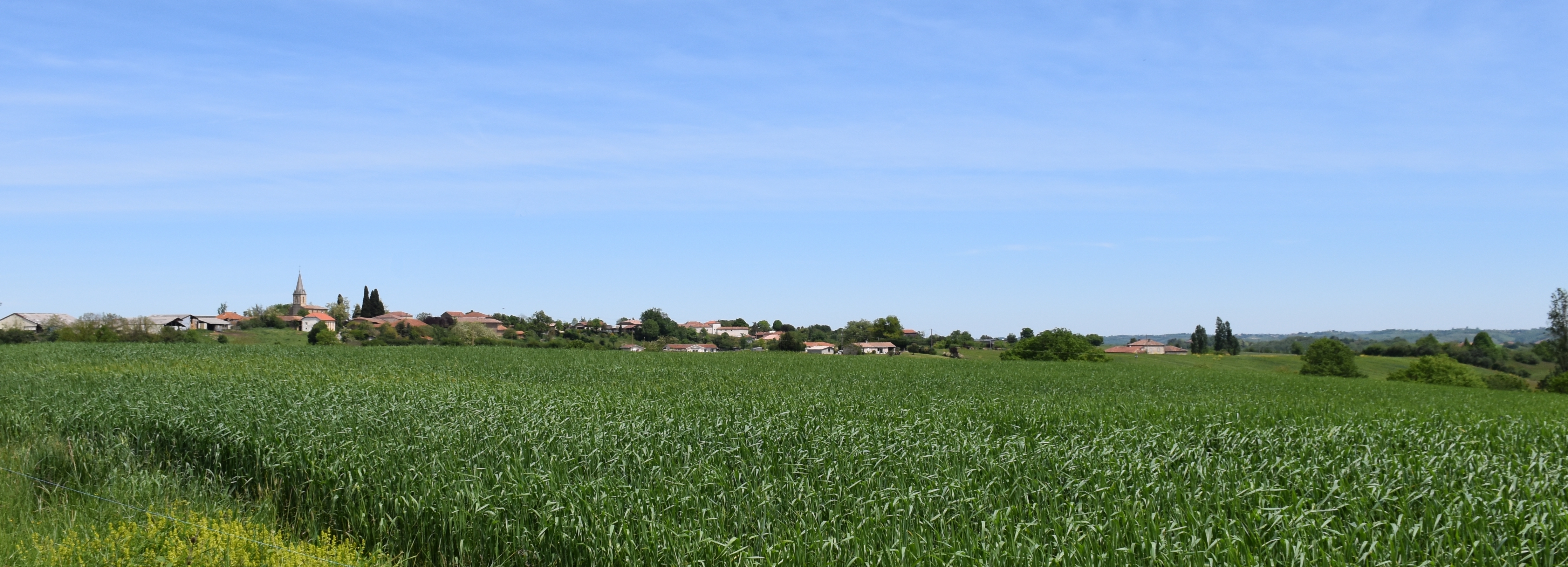
Panorama du village.

### Localisation
1. Carte dynamique
2. Carte Openstreetmap
3. Carte topographique
4. Carte avec les communes environnantes

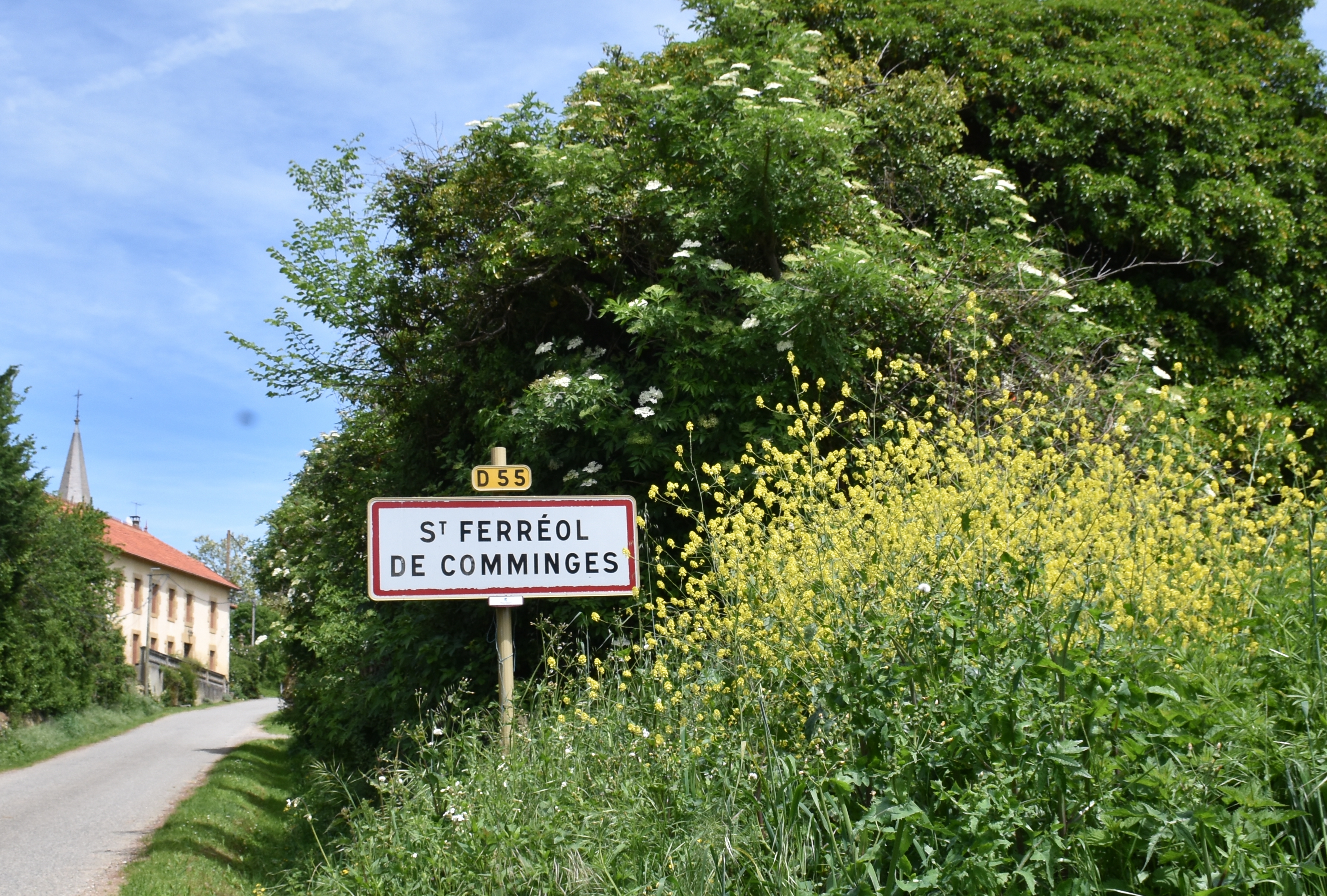
Entrée de la commune.

La commune de Saint-Ferréol-de-Comminges se trouve dans le département de la Haute-Garonne, en région Occitanie.
Elle se situe à 64 km à vol d'oiseau de Toulouse, préfecture du département, et à 26 km de Saint-Gaudens, sous-préfecture.
Les communes les plus proches sont : 
Montesquieu-Guittaut (2,8 km), Péguilhan (3,7 km), Nénigan (3,7 km), Lunax (4,3 km), Puymaurin (4,4 km), Montbernard (4,8 km), Saint-Laurent (5,0 km), Mondilhan (5,5 km).
Sur le plan historique et culturel, Saint-Ferréol-de-Comminges fait partie des collines gasconnes du Savès, délimitées au sud et à l'est par les reliefs plus marqués des collines du Comminges, annonciatrices de la chaîne des Pyrénées, qui se dévoile pleinement depuis les coteaux ou les vallées. Ce territoire s'organise autour de la large vallée de la Save, dont la confluence avec les autres vallées majeures que sont la Gesse et l’Aussoue, s'opère au nord,.
Les communes limitrophes sont  Montesquieu-Guittaut, Nénigan, Puymaurin et Péguilhan.
|         | Puymaurin                  |                                  |
| Nénigan | Saint-Ferréol-de-Comminges | Montesquieu-Guittaut             |
|         | Péguilhan                  | Montbernard (par un quadripoint) |

### Hydrographie

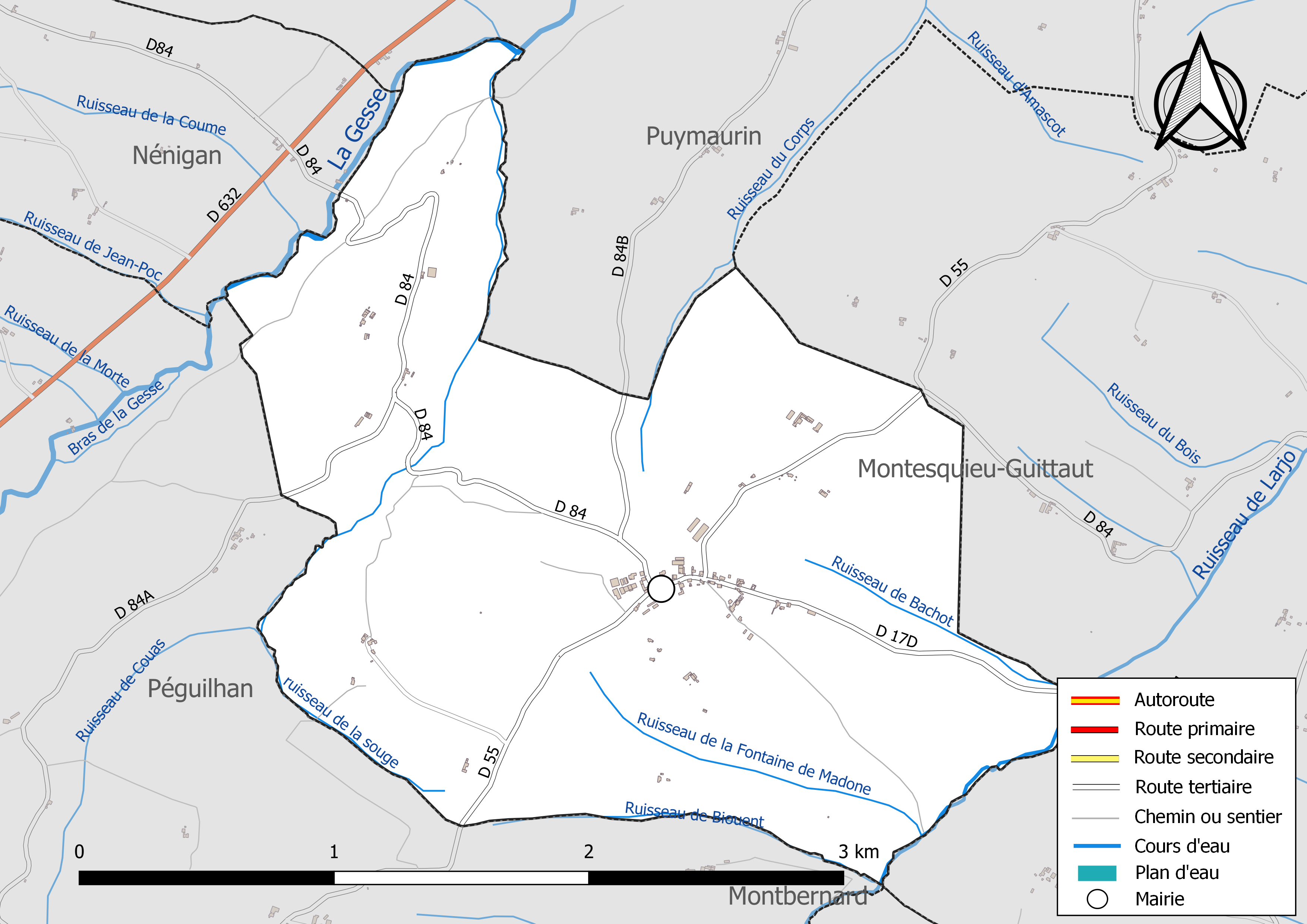
Réseaux hydrographique et routier de Saint-Ferréol-de-Comminges.

La commune est dans le bassin de la Garonne, au sein du bassin hydrographique Adour-Garonne. Elle est drainée par la Gesse, le ruisseau de Larjo, le ruisseau de Bachot, le ruisseau de Bassou, le ruisseau de Biouent, le ruisseau de Couas, le ruisseau de la Fontaine de Madone, le ruisseau du Corps et par un petit cours d'eau, constituant un réseau hydrographique de 8 km de longueur totale,.
La Gesse, d'une longueur totale de 52,1 km, prend sa source dans la commune d'Arné (65) et s'écoule vers le nord-est. Il traverse la commune et se jette dans la Save à Espaon (32), après avoir traversé 21 communes.
Le ruisseau de Larjo, d'une longueur totale de 14,8 km, prend sa source dans la commune de Mondilhan et s'écoule du sud-est vers le nord-ouest. Il traverse la commune et se jette dans la Gesse à Molas, après avoir traversé 9 communes.

### Climat
Pour des articles plus généraux, voir Climat de l'Occitanie et Climat de la Haute-Garonne.
En 2010, le climat de la commune est de type climat océanique altéré, selon une étude s'appuyant sur une série de données couvrant la période 1971-2000. En 2020, Météo-France publie une typologie des climats de la France métropolitaine dans laquelle la commune est toujours exposée à un climat océanique altéré et est dans la région climatique Aquitaine, Gascogne, caractérisée par une pluviométrie abondante au printemps, modérée en automne, un faible ensoleillement au printemps, un été chaud (19,5 °C), des vents faibles, des brouillards fréquents en automne et en hiver et des orages fréquents en été (15 à 20 jours).
Pour la période 1971-2000, la température annuelle moyenne est de 12,8 °C, avec une amplitude thermique annuelle de 14,9 °C. Le cumul annuel moyen de précipitations est de 873 mm, avec 9,7 jours de précipitations en janvier et 6,5 jours en juillet. Pour la période 1991-2020, la température moyenne annuelle observée sur la station météorologique la plus proche, située sur la commune de Clarac à 28 km à vol d'oiseau, est de 12,5 °C et le cumul annuel moyen de précipitations est de 804,9 mm,. Pour l'avenir, les paramètres climatiques de la commune estimés pour 2050 selon différents scénarios d'émission de gaz à effet de serre sont consultables sur un site dédié publié par Météo-France en novembre 2022.

### Milieux naturels et biodiversité

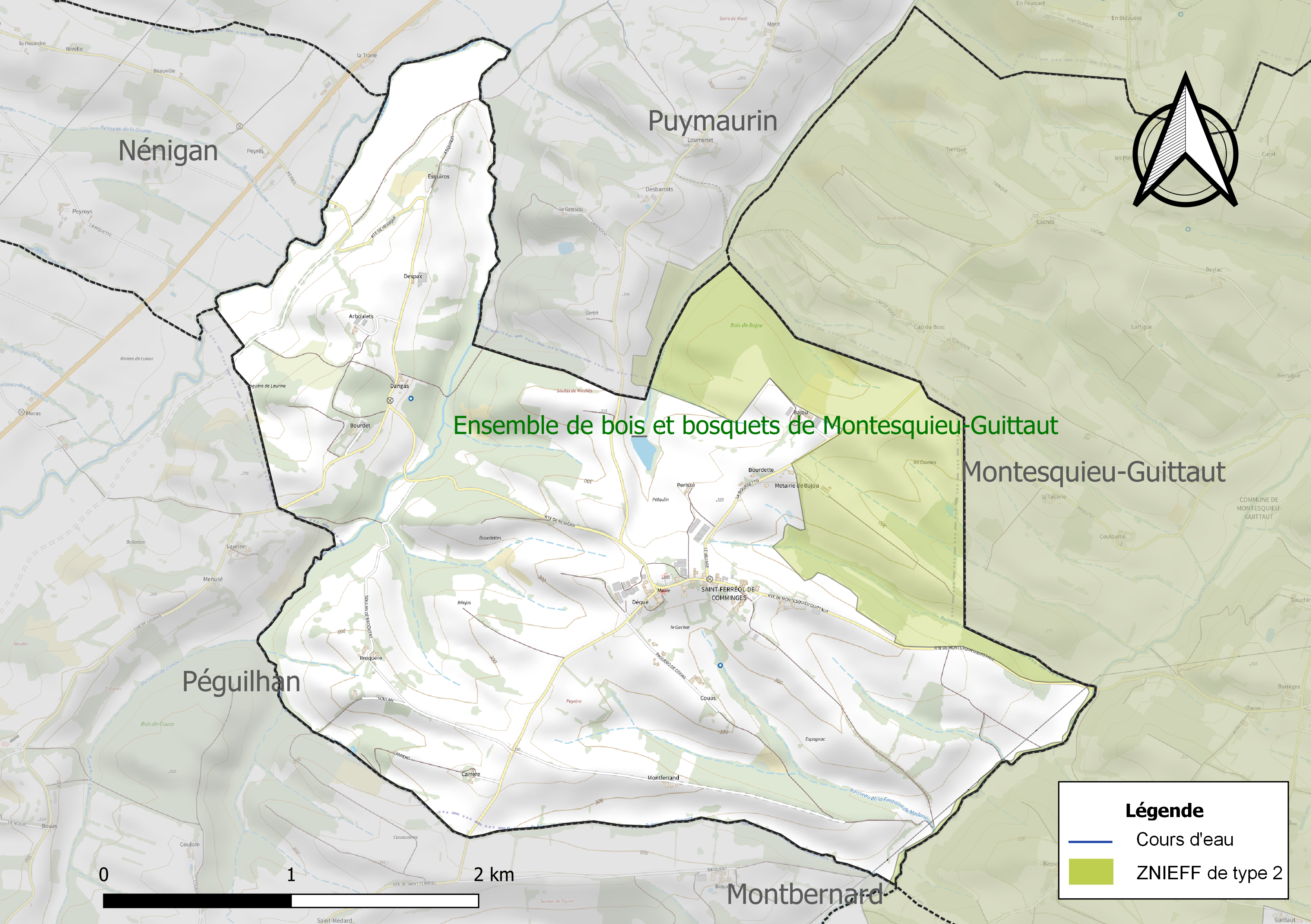
Carte de la ZNIEFF de type 2 localisée sur la commune.

L’inventaire des zones naturelles d'intérêt écologique, faunistique et floristique (ZNIEFF) a pour objectif de réaliser une couverture des zones les plus intéressantes sur le plan écologique, essentiellement dans la perspective d’améliorer la connaissance du patrimoine naturel national et de fournir aux différents décideurs un outil d’aide à la prise en compte de l’environnement dans l’aménagement du territoire.
Une ZNIEFF de type 2 est recensée sur la commune :
l'« ensemble de bois et bosquets de Montesquieu-Guittaut » (1 596 ha), couvrant 7 communes du département.

## Urbanisme

### Typologie
Au 1er janvier 2024, Saint-Ferréol-de-Comminges est catégorisée commune rurale à habitat très dispersé, selon la nouvelle grille communale de densité à sept niveaux définie par l'Insee en 2022.
Elle est située hors unité urbaine et hors attraction des villes,.

### Occupation des sols
L'occupation des sols de la commune, telle qu'elle ressort de la base de données européenne d’occupation biophysique des sols Corine Land Cover (CLC), est marquée par l'importance des territoires agricoles (84,6 % en 2018), en diminution par rapport à 1990 (86,4 %). La répartition détaillée en 2018 est la suivante : 
terres arables (36,2 %), zones agricoles hétérogènes (27,9 %), prairies (20,6 %), forêts (15,4 %). L'évolution de l’occupation des sols de la commune et de ses infrastructures peut être observée sur les différentes représentations cartographiques du territoire : la carte de Cassini (XVIIIe siècle), la carte d'état-major (1820-1866) et les cartes ou photos aériennes de l'IGN pour la période actuelle (1950 à aujourd'hui).

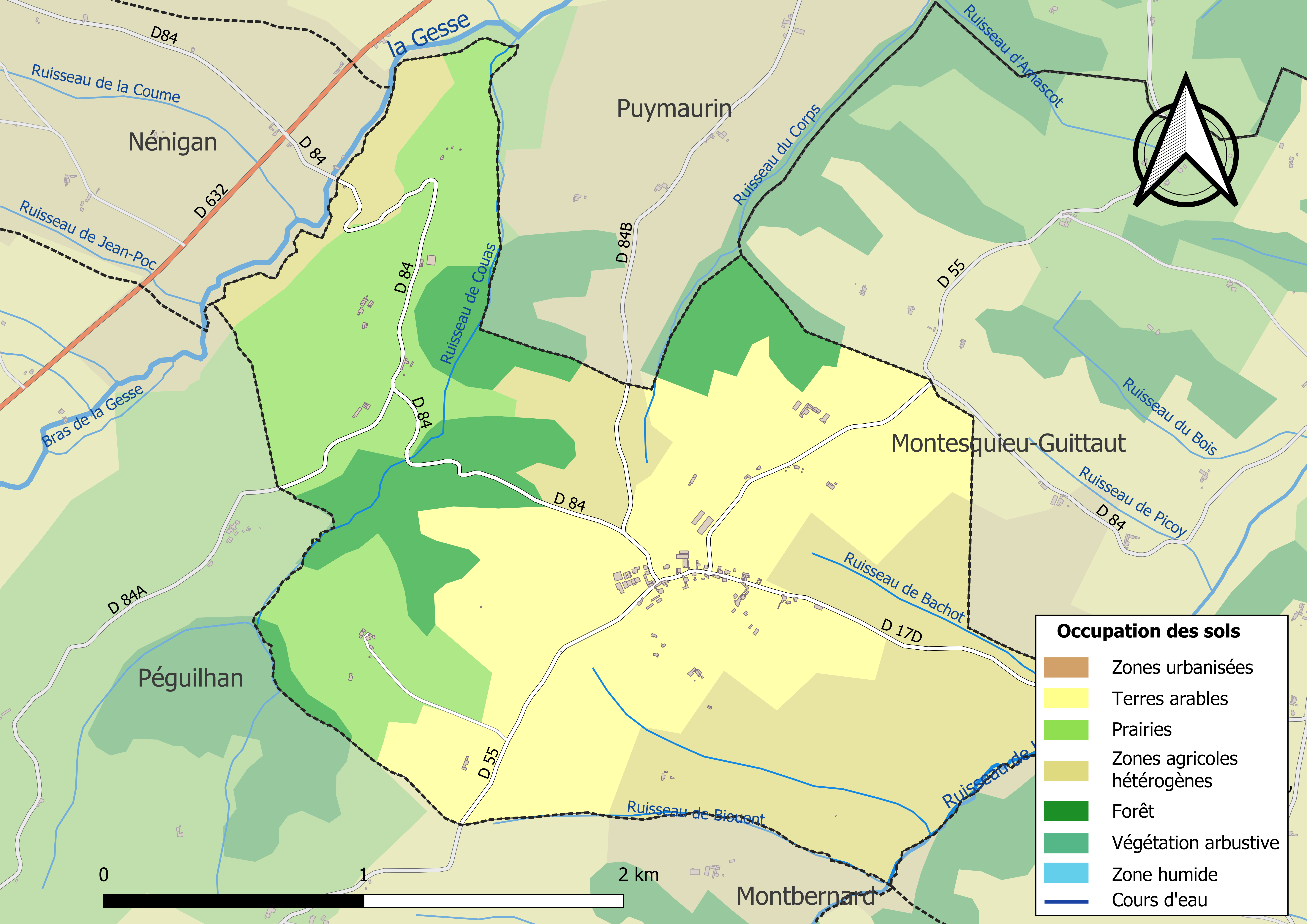
Carte des infrastructures et de l'occupation des sols de la commune en 2018 (CLC).

### Voies de communication et transports
Accès par la ligne régulière de transport interurbain du réseau Arc-en-ciel (anciennement SEMVAT).

### Risques majeurs
Le territoire de la commune de Saint-Ferréol-de-Comminges est vulnérable à différents aléas naturels : météorologiques (tempête, orage, neige, grand froid, canicule ou sécheresse), inondations et séisme (sismicité faible). Un site publié par le BRGM permet d'évaluer simplement et rapidement les risques d'un bien localisé soit par son adresse soit par le numéro de sa parcelle.
Certaines parties du territoire communal sont susceptibles d’être affectées par le risque d’inondation par débordement de cours d'eau, notamment le ruisseau de Larjo. La commune a été reconnue en état de catastrophe naturelle au titre des dommages causés par les inondations et coulées de boue survenues en 1982, 1999 et 2009,.

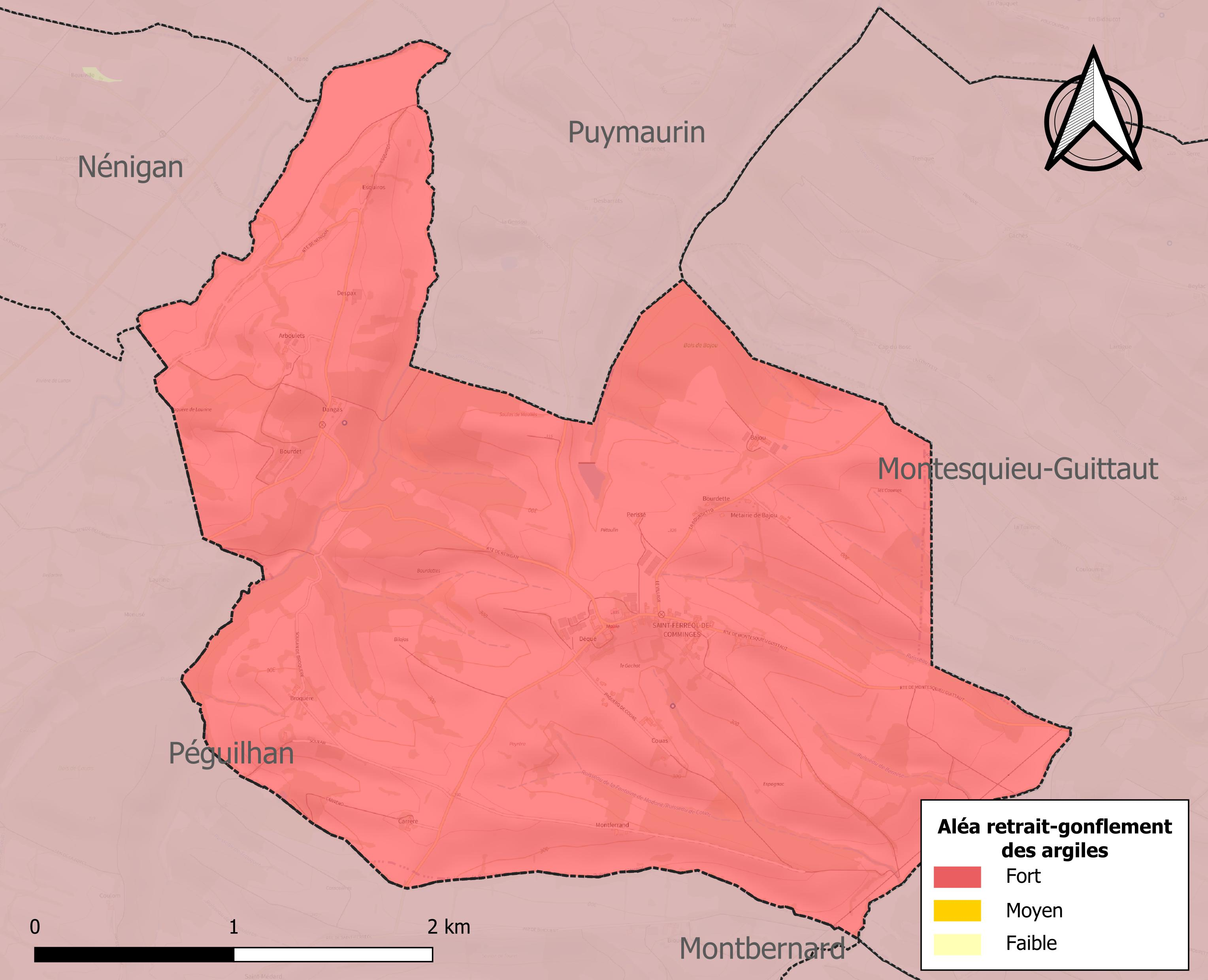
Carte des zones d'aléa retrait-gonflement des sols argileux de Saint-Ferréol-de-Comminges.

Le retrait-gonflement des sols argileux est susceptible d'engendrer des dommages importants aux bâtiments en cas d’alternance de périodes de sécheresse et de pluie. La totalité de la commune est en aléa moyen ou fort (88,8 % au niveau départemental et 48,5 % au niveau national). Sur les 35 bâtiments dénombrés sur la commune en 2019, 35 sont en aléa moyen ou fort, soit 100 %, à comparer aux 98 % au niveau départemental et 54 % au niveau national. Une cartographie de l'exposition du territoire national au retrait gonflement des sols argileux est disponible sur le site du BRGM,.
Par ailleurs, afin de mieux appréhender le risque d’affaissement de terrain, l'inventaire national des cavités souterraines permet de localiser celles situées sur la commune.
Concernant les mouvements de terrains, la commune a été reconnue en état de catastrophe naturelle au titre des dommages causés par la sécheresse en 1989 et 1993 et par des mouvements de terrain en 1999.

## Toponymie
Durant la Révolution, la commune, alors nommée Saint-Ferréol, porte le nom de Bellevue.

En 2003, la commune change de nom en ajoutant le suffixe de-Comminges à son nom, changement avalisé par le décret no 2003-736 du 1er août 2003.
Ses habitants sont appelés les Saint-Ferréolais.

## Politique et administration

### Administration municipale
Le nombre d'habitants au recensement de 2011 étant compris entre 0 et 99, le nombre de membres du conseil municipal pour l'élection de 2014 est de sept,.

### Rattachements administratifs et électoraux
Commune faisant partie de la huitième circonscription de la Haute-Garonne, de la communauté de communes Cœur et Coteaux de Comminges et du canton de Saint-Gaudens (avant le redécoupage départemental de 2014, Saint-Ferréol-de-Comminges faisait partie de l'ex-canton de Boulogne-sur-Gesse et avant le 1er janvier 2017 elle faisait partie de la communauté de communes du Boulonnais).

### Liste des maires

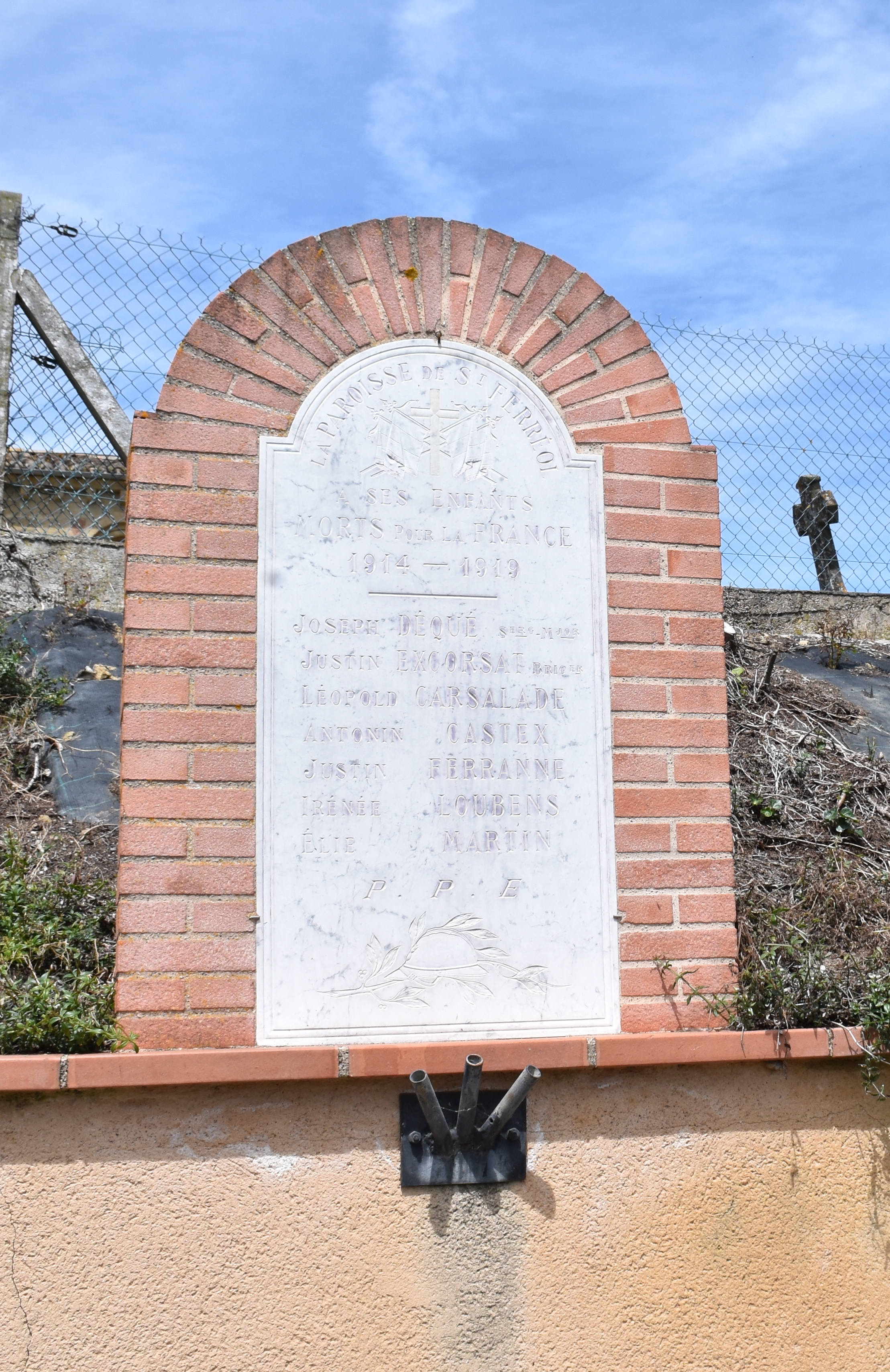
Le monument aux morts.

| Période                                  | Période   | Identité      | Étiquette | Qualité |
| ---------------------------------------- | --------- | ------------- | --------- | ------- |
| mars 1983                                | mars 2014 | Pierre Lacour |           |         |
| mars 2014                                | En cours  | Thierry Bouas |           |         |
| Les données manquantes sont à compléter. |           |               |           |         |

## Population et société

### Démographie
L'évolution du nombre d'habitants est connue à travers les recensements de la population effectués dans la commune depuis 1793. Pour les communes de moins de 10 000 habitants, une enquête de recensement portant sur toute la population est réalisée tous les cinq ans, les populations de référence des années intermédiaires étant quant à elles estimées par interpolation ou extrapolation. Pour la commune, le premier recensement exhaustif entrant dans le cadre du nouveau dispositif a été réalisé en 2007.

En 2022, la commune comptait 60 habitants, en évolution de +13,21 % par rapport à 2016 (Haute-Garonne : +8,02 %, France hors Mayotte : +2,11 %).
| 1793 | 1800 | 1806 | 1821 | 1831 | 1836 | 1841 | 1846 | 1851 |
| ---- | ---- | ---- | ---- | ---- | ---- | ---- | ---- | ---- |
| 225  | 197  | 206  | 236  | 262  | 229  | 250  | 206  | 309  |

| 1856 | 1861 | 1866 | 1872 | 1876 | 1881 | 1886 | 1891 | 1896 |
| ---- | ---- | ---- | ---- | ---- | ---- | ---- | ---- | ---- |
| 320  | 325  | 325  | 326  | 317  | 269  | 231  | 224  | 190  |

| 1901 | 1906 | 1911 | 1921 | 1926 | 1931 | 1936 | 1946 | 1954 |
| ---- | ---- | ---- | ---- | ---- | ---- | ---- | ---- | ---- |
| 248  | 245  | 160  | 141  | 119  | 118  | 121  | 112  | 103  |

| 1962 | 1968 | 1975 | 1982 | 1990 | 1999 | 2006 | 2007 | 2012 |
| ---- | ---- | ---- | ---- | ---- | ---- | ---- | ---- | ---- |
| 92   | 85   | 71   | 67   | 63   | 53   | 56   | 56   | 45   |

| 2017 | 2022 | - | - | - | - | - | - | - |
| ---- | ---- | - | - | - | - | - | - | - |
| 58   | 60   | - | - | - | - | - | - | - |

| selon la population municipale des années : | 1968 | 1975 | 1982 | 1990 | 1999 | 2006 | 2009 | 2013 |
| Rang de la commune dans le département      | 531  | 497  | 527  | 523  | 542  | 540  | 544  | 561  |
| Nombre de communes du département           | 592  | 582  | 586  | 588  | 588  | 588  | 589  | 589  |

### Enseignement
Saint-Ferréol-de-Comminges fait partie de l'académie de Toulouse.

## Économie

### Emploi
|                | 2008  | 2013  | 2018   |
| -------------- | ----- | ----- | ------ |
| Commune        | 2,9 % | 7,7 % | 13,5 % |
| Département    | 7,7 % | 9,6 % | 9,3 %  |
| France entière | 8,3 % | 10 %  | 10 %   |

En 2018, la population âgée de 15 à 64 ans s'élève à 38 personnes, parmi lesquelles on compte 81,1 % d'actifs (67,6 % ayant un emploi et 13,5 % de chômeurs) et 18,9 % d'inactifs,. En  2018, le taux de chômage communal (au sens du recensement) des 15-64 ans est supérieur à celui du département et de la France, alors qu'en 2008 la situation était inverse.
La commune est hors attraction des villes,. Elle compte 16 emplois en 2018, contre 18 en 2013 et 23 en 2008. Le nombre d'actifs ayant un emploi résidant dans la commune est de 26, soit un indicateur de concentration d'emploi de 61,8 % et un taux d'activité parmi les 15 ans ou plus de 59,6 %.
Sur ces 26 actifs de 15 ans ou plus ayant un emploi, 9 travaillent dans la commune, soit 35 % des habitants. Pour se rendre au travail, 80,8 % des habitants utilisent un véhicule personnel ou de fonction à quatre roues, 3,8 % les transports en commun et 15,4 % n'ont pas besoin de transport (travail au domicile).

### Activités hors agriculture

#### Secteurs d'activités
4 établissements sont implantés  à Saint-Ferréol-de-Comminges au 31 décembre 2019.
Le secteur de l'administration publique, l'enseignement, la santé humaine et l'action sociale est prépondérant sur la commune puisqu'il représente 75 % du nombre total d'établissements de la commune (3 sur les 4 entreprises implantées  à Saint-Ferréol-de-Comminges), contre 16,6 % au niveau départemental.

#### Entreprises et commerces
L'entreprise ayant son siège social sur le territoire communal qui génère le plus de chiffre d'affaires en 2020 est : 
- Toitures Et Charpentes Ingenierie - TCI, ingénierie, études techniques (22 k€)

### Agriculture
|               | 1988 | 2000 | 2010 | 2020 |
| ------------- | ---- | ---- | ---- | ---- |
| Exploitations | 12   | 9    | 9    | 7    |
| SAU (ha)      | 694  | 792  | 845  | 908  |

La commune est dans les « Coteaux de Gascogne », une petite région agricole occupant une partie ouest du département de la Haute-Garonne, constitué d'un relief de cuestas et de vallées peu profondes, creusés par les rivières issues du massif pyrénéen, avec une activité de polyculture et d’élevage. En 2020, l'orientation technico-économique de l'agriculture  sur la commune est la polyculture et/ou le polyélevage. Sept exploitations agricoles ayant leur siège dans la commune sont dénombrées lors du recensement agricole de 2020 (12 en 1988). La superficie agricole utilisée est de 908 ha,,.

## Culture locale et patrimoine

### Lieux et monuments
- Église Saint-Ferréol

L'église Saint-Ferréol 

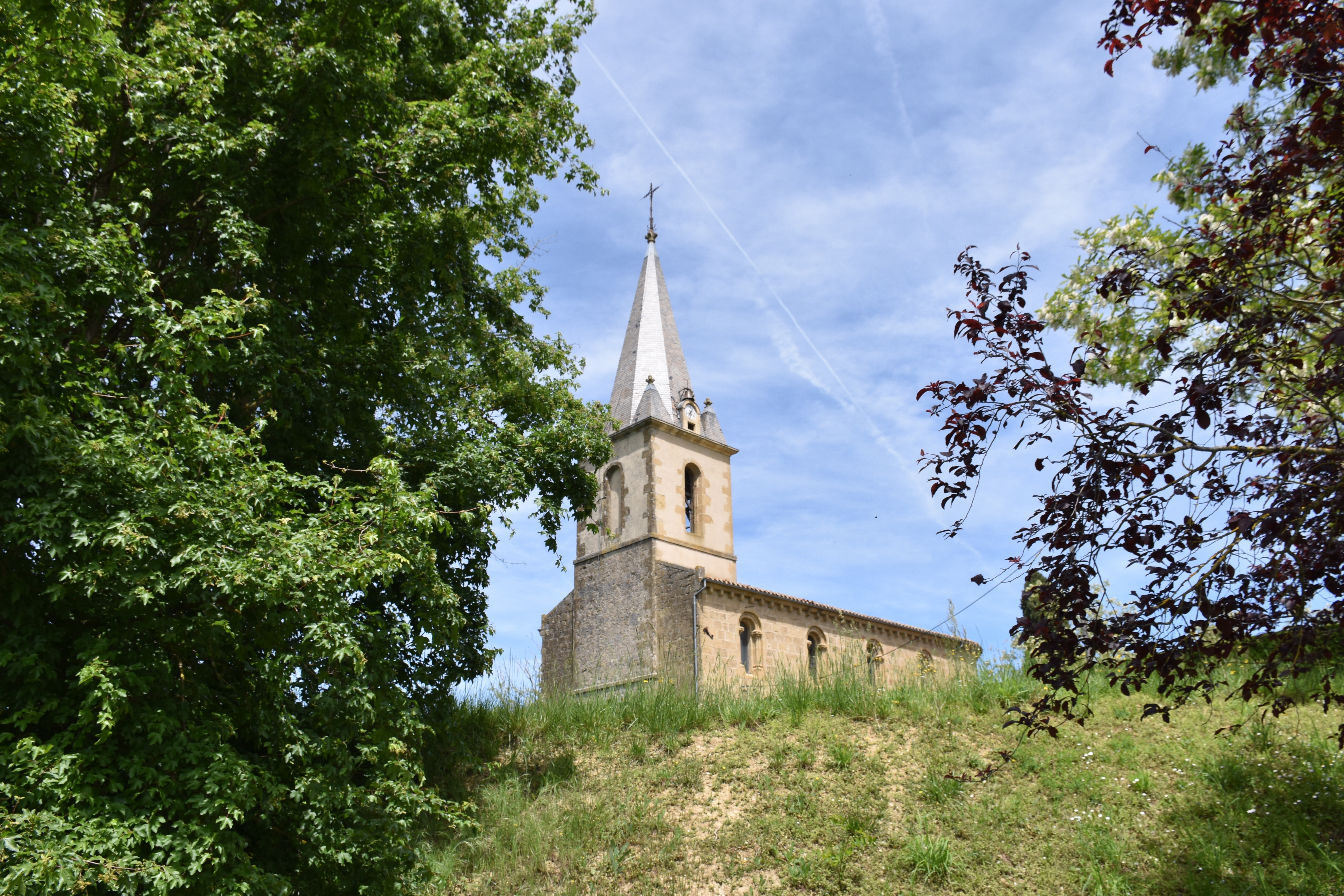
Eglise Saint-Ferréol .
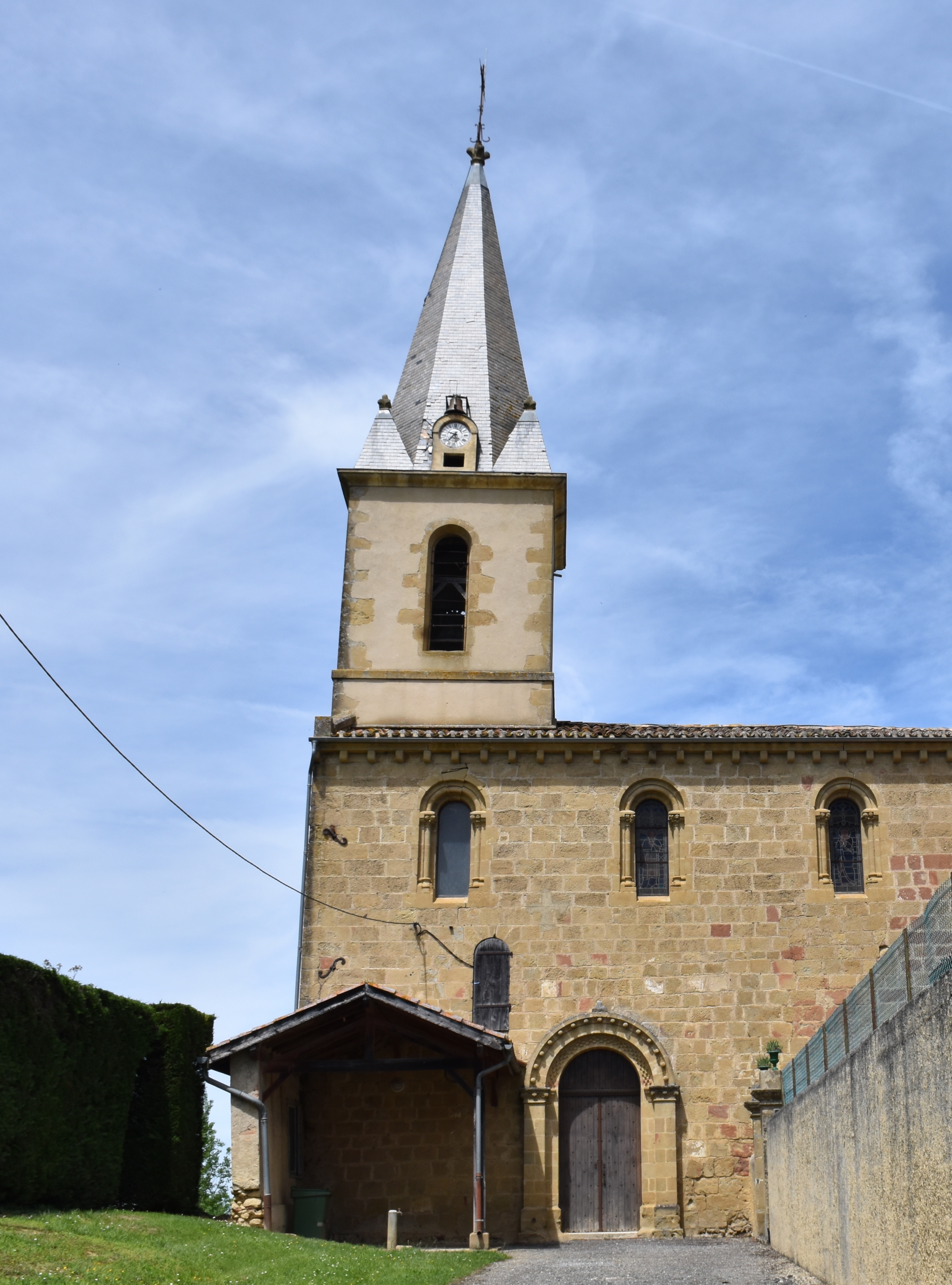
Eglise Saint-Ferréol .
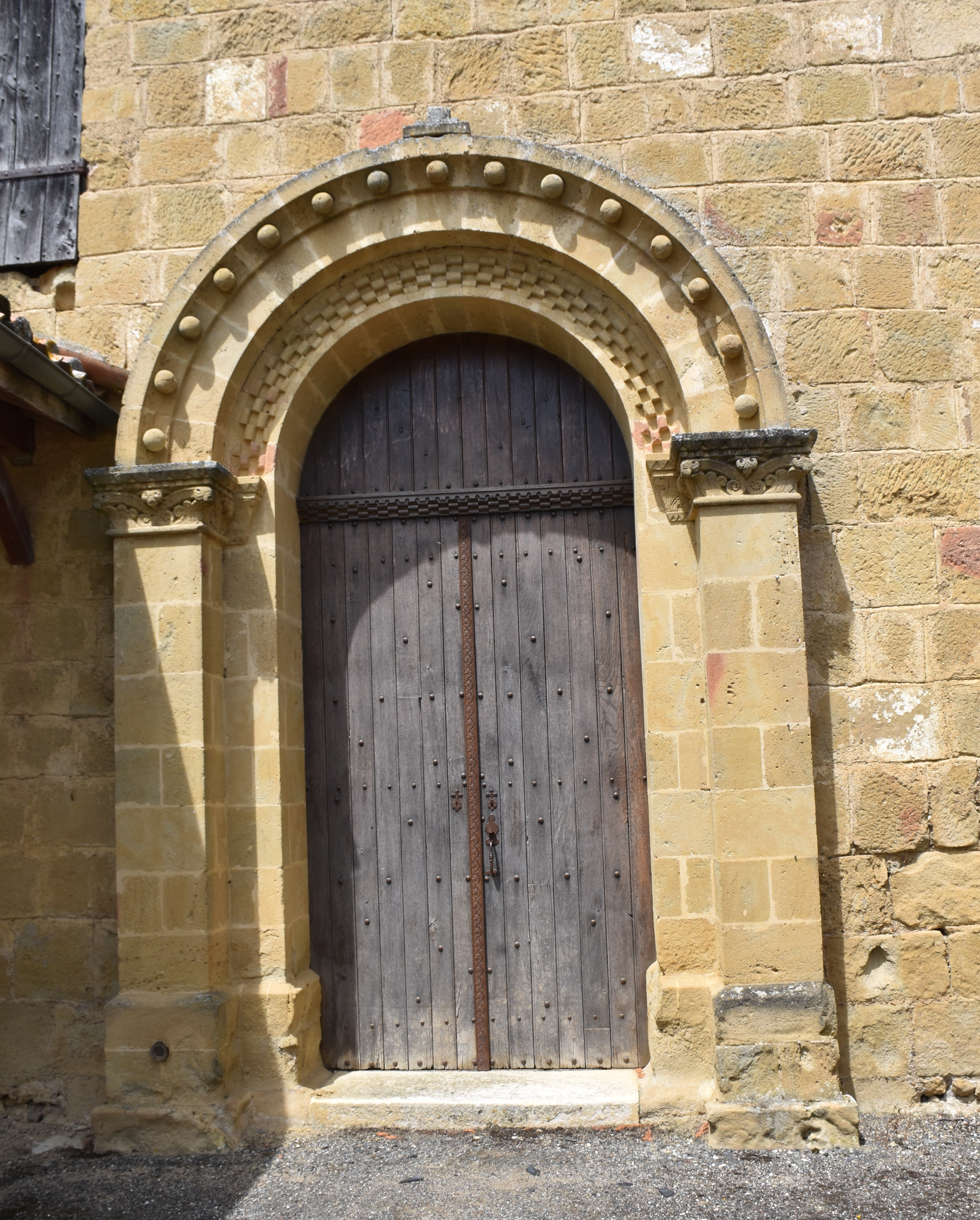
Eglise Saint-Ferréol .
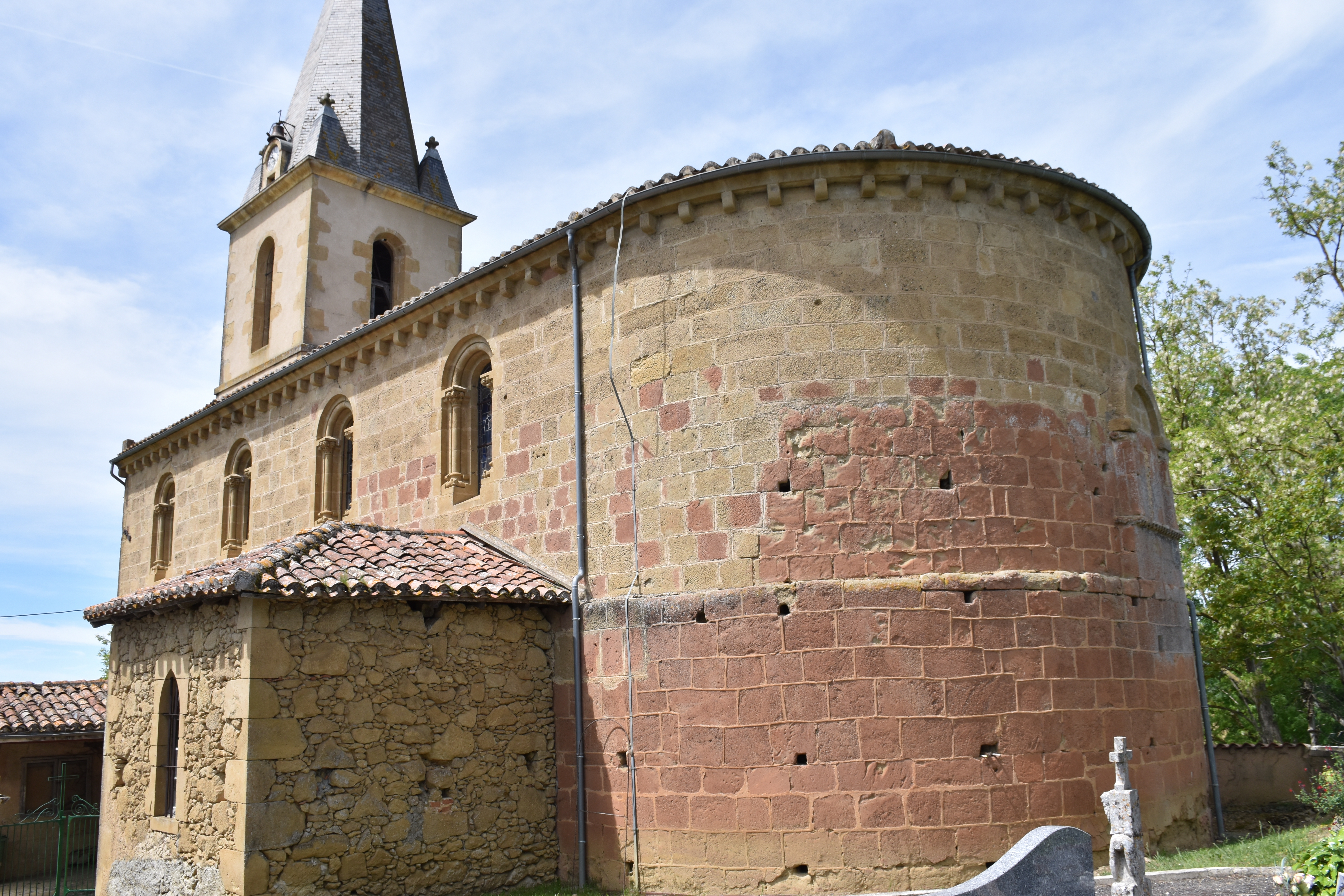
Eglise Saint-Ferréol .
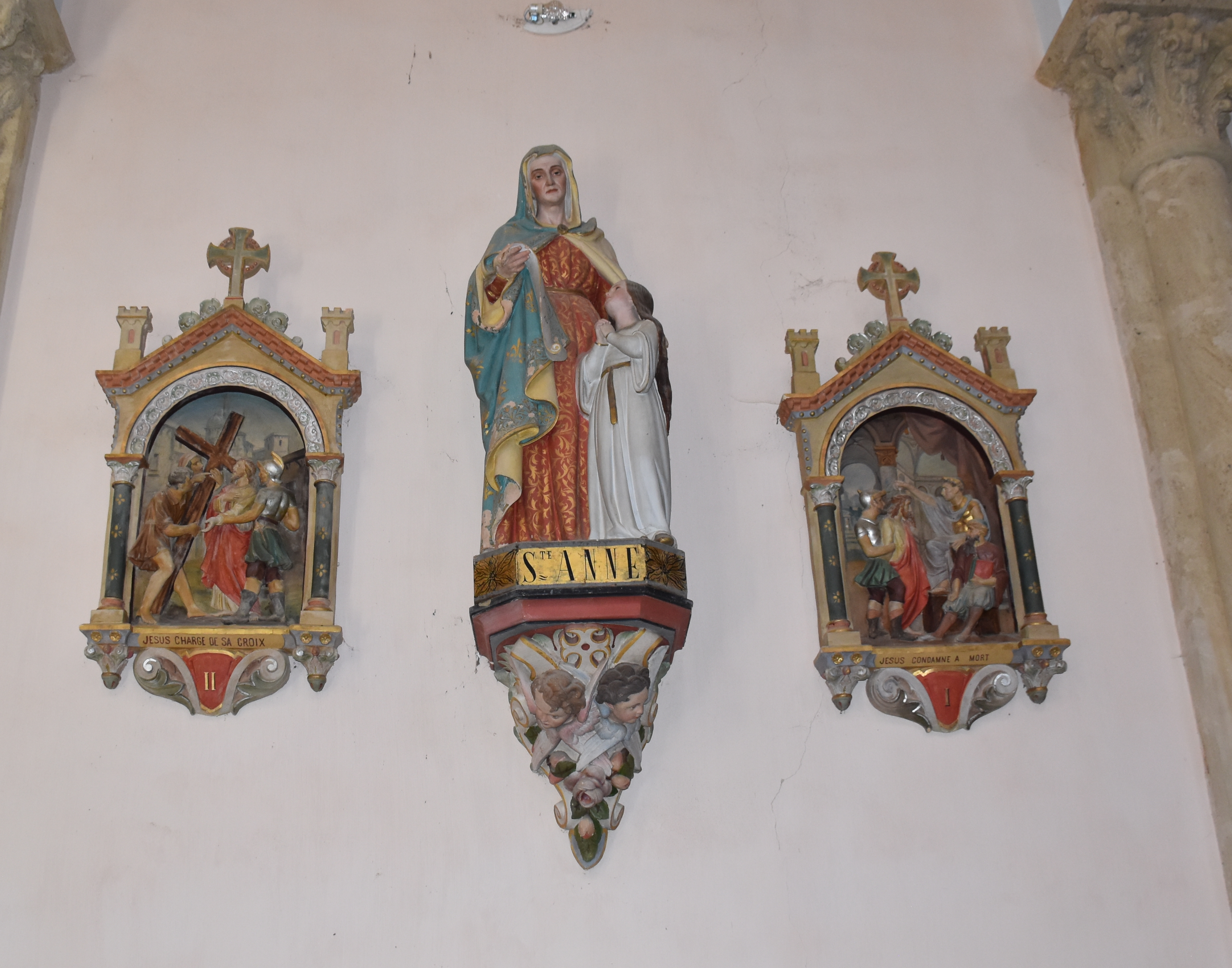
Intérieur de l'église Saint-Ferréol .
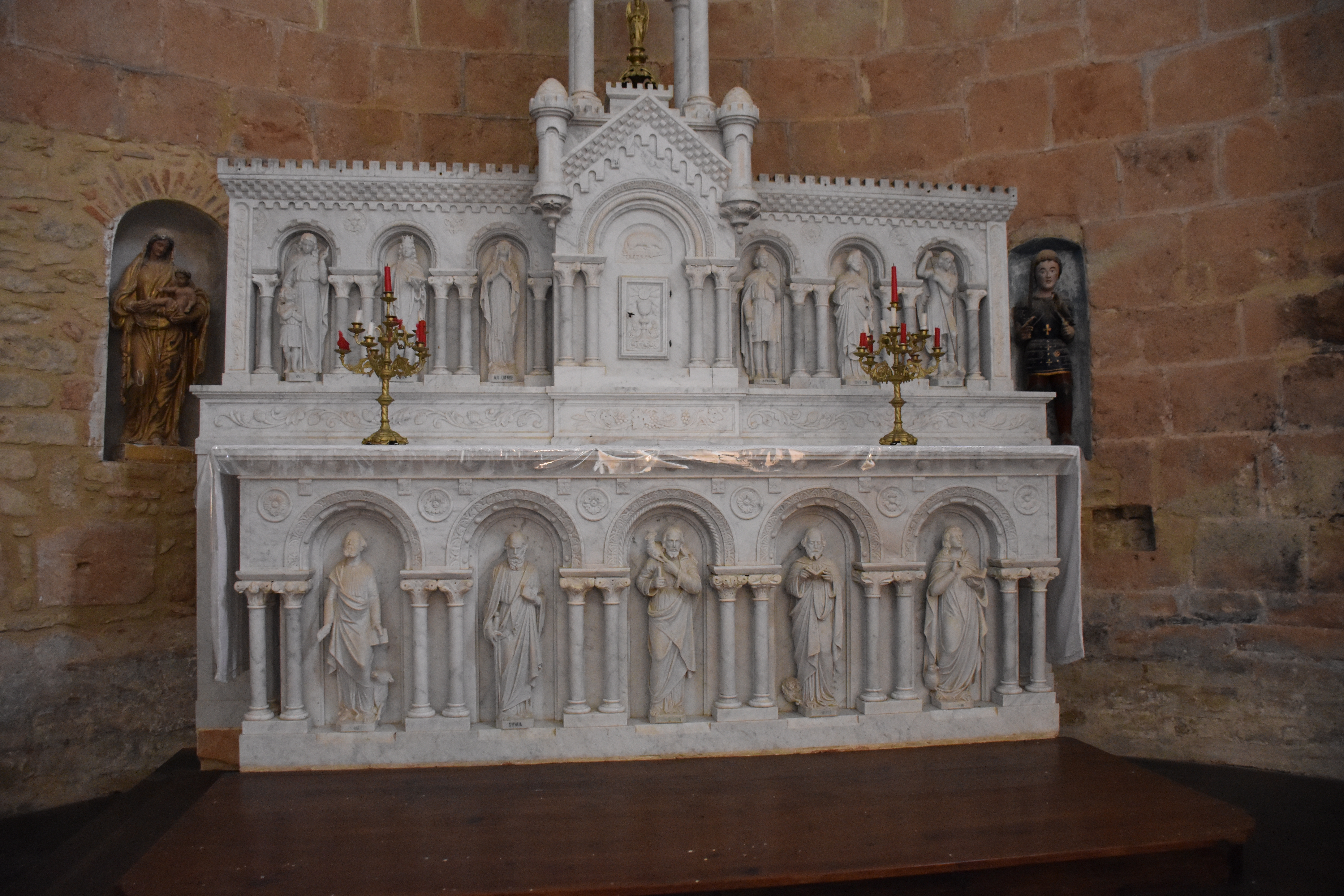
Intérieur de l'église Saint-Ferréol .
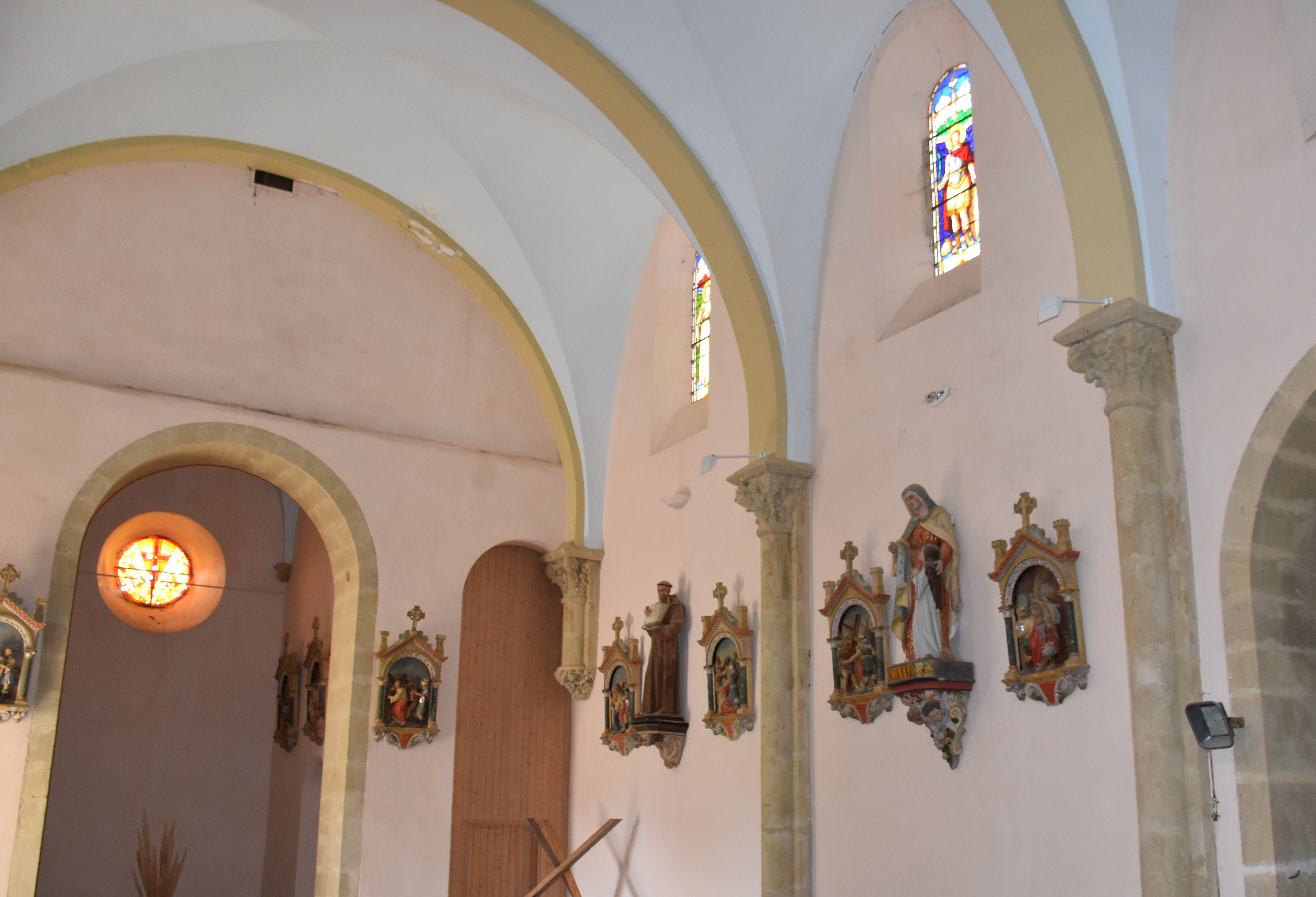
Intérieur de l'église Saint-Ferréol .

### Personnalités liées à la commune
- Gregorio García de la Cuesta